# Electron Beam Ion Trap
Eine Electron Beam Ion Trap (EBIT) bzw. Elektronenstrahl-Ionenfalle ist eine spezielle Art von Ionenfalle. Dieser Typ Falle eignet sich insbesondere für die Erzeugung und Speicherung hochgeladener Ionen. In ihr werden niedriggeladene Ionen eingefangen und durch Stöße mit Elektronen, die als Strahl durch die Falle hindurch "geschossen" werden, weiter ionisiert. Die niedriggeladenen Ionen entstehen aus durch den Elektronenstrahl fliegenden Atomen.
In einer EBIT können Ionen hoher Ladungszustände erzeugt werden, ohne sie, wie zum Beispiel in Beschleunigern, dazu auf hohe Geschwindigkeiten bringen zu müssen; vielmehr bleiben die Ionen praktisch in Ruhe. Dies erlaubt die Anwendung verschiedener Spektrometrieverfahren zur Untersuchung der unterschiedlichen Zustände. Auch ist dadurch der Aufwand zur Erzeugung der hoch geladenen Ionen im Vergleich zu anderen Methoden relativ gering. In einigen Fällen werden anstelle neutraler Atome niedriggeladene Ionen in die Falle injiziert, die getrennt erzeugt wurden.
Eine Electron Beam Ion Source (EBIS, deutsch Elektronenstrahl-Ionenquelle) funktioniert sehr ähnlich, verzichtet aber auf den vollständigen Einfang der Ionen. Die Teilchen werden hier im Durchflug ionisiert und als Ionenstrahl hinausgeführt. Üblicherweise wird in diesem Fall auf eine direkte Sichtverbindung zum Erzeugungsort der Ionen verzichtet, weshalb sich Elektronenstrahl-Ionenquellen nicht zur Spektroskopie eignen.

## Wirkungsprinzip
In einer EBIT werden Ionen durch Elektronenstoßionisation erzeugt. Dazu wird ein gebündelter, intensiver Elektronenstrahl mit wohldefinierter kinetischer Energie im Vakuum auf neutrale Atome geschossen. Durch Stöße der Elektronen aus dem Strahl mit Hüllenelektronen werden letztere beschleunigt und, wenn die übertragene Energie die Bindungsenergie übersteigt, aus der Hülle des Atoms „herausgeschlagen“. Es entsteht ein positiv geladenes Ion.
Die Ladung der Elektronen sorgt im Bereich des Strahls für eine negative Raumladung, die die entstandenen positiv geladenen Ionen im Elektronenstrahl einfängt. Um in einer EBIT die Bewegung entlang des Elektronenstrahls aus der Falle heraus zu unterbinden, wird die Fallenmitte auf ein niedrigeres elektrisches Potential gelegt als die Bereiche weiter außen. Dadurch werden die Ionen vollständig eingefangen.
Da der Elektronenstrahl intensiv und stark gebündelt ist und die Ionen im Strahl gehalten werden, werden weitere Elektronen aus der Atomhülle entfernt. Begrenzt wird dieser Prozess nur durch die Energie des Elektronenstrahls und die Bindungsenergie der verbleibenden Hüllenelektronen. Dadurch entstehen hochgeladene Ionen.
Damit die hochgeladenen Ionen nicht mit neutralen Atomen stoßen und dadurch teilweise wieder Elektronen einfangen können (Rekombination), wird in einer EBIT ein extrem gutes Vakuum (UHV – Ultra High Vacuum) von typischerweise Bruchteilen eines Billionstels des atmosphärischen Druckes benötigt.
Die Anzahl der in einer EBIT gespeicherten Ionen variiert im Bereich von wenigen Tausenden bis zu mehreren Milliarden. Dies ist eine sehr kleine Menge an Materie, weniger als ein billionstel Gramm.

## Aufbau

Prinzipieller Aufbau einer EBIT. Rot: Elektronenquelle, Schwarz: Elektroden, Grün: Magnet

Wie oben dargelegt wird für eine EBIT letztlich nur ein stark fokussierter Elektronenstrahl benötigt sowie ein longitudinales elektrisches Feld.
Um den Elektronenstrahl zu erzeugen, wird zumeist eine thermische Elektronenquelle verwendet, die auf einem niedrigeren Potential liegt als die nachfolgende Falle. Eine Blende nahe dem Fallenpotential beschleunigt die Elektronen. Durch die hohe Raumladung der Elektronen würde sich der Strahl schnell aufweiten, daher wird ein (häufig supraleitender) Magnet eingesetzt, dessen Feld entlang der Achse der Falle den Elektronenstrahl einschnürt. Am Ende des Weges der Elektronen ist das Magnetfeld schwächer, hierdurch weitet sich der Strahl auf. Eine größere Elektrode die auf einem niedrigeren Potential als die Falle liegt (jedoch immer noch höher als die Quelle) bremst die Elektronen wieder teilweise ab und sammelt sie auf („Kollektor“). Dieser Kollektor muss im Vakuum gekühlt werden, da die Leistung des Elektronenstrahls fast vollständig in ihm deponiert wird. Aus diesem Grund wird meist auch das den Strahl einschnürende Magnetfeld in diesem Bereich durch eine weitere Magnetspule teilweise kompensiert, hierdurch divergiert der Strahl und verteilt seine Leistung auf einer größeren Fläche. Dadurch wird der Kollektor entlastet.
Typische Werte für den Elektronenstrom sind etwa 150 mA. Im Fallenbereich erreicht der Strahl häufig einen minimalen Durchmesser von unter einem Millimeter. Die Energie ist wählbar um den Ionisierungsgrad einstellen zu können. Typische Werte sind einige tausend Volt. Um hohe Ladungszustände bei Atomen mit hoher Ordnungszahl zu erreichen, etwa {\displaystyle \mathrm {U} ^{92+}}, sind wesentlich höhere Spannungen erforderlich, bei der Super-EBIT des LLNL zum Beispiel 300 kV.
Um die Ionen am Verlassen der Falle parallel zum Elektronenstrahl zu hindern, werden als Driftröhren bezeichnete zylindrische Elektroden verwendet, die ein elektrostatisches Potential erzeugen. Zum dauerhaften Einfang der Ionen muss dieses Potential im Fallenzentrum niedriger sein, als in der unmittelbaren Umgebung. Durch eine geeignete Wahl der Spannungen an den Driftröhren lassen sich die Ionen aus der Falle extrahieren um sie anderen Experimenten zur Verfügung zu stellen. Soll Spektroskopie betrieben werden, dann befinden sich Fenster in der mittleren Driftröhre, um Sichtzugang zu den gespeicherten Ionen zu erlauben. Für den Einfang der Ionen werden mindestens drei Driftröhren benötigt. Die meisten EBITs besitzen jedoch mehr, um komplexere Potentiallandschaften realisieren zu können.

## Vorteile
EBITs sind kompakte Apparate, die zum Teil auf einem Tisch aufgestellt werden könnten, und im Vergleich zu den sonst zur Erzeugung hochgeladener Ionen nötigen Teilchenbeschleunigern eine für die meisten Experimente kostengünstige Alternative. Dieser Vorteil gegenüber Beschleunigern liegt darin begründet, dass die Ionisation in einer EBIT über eine längere Zeit schrittweise erfolgen kann und nicht in einem einzigen kurzen Prozess erfolgen muss.
Bei einer Anordnung mit Permanentmagneten entfallen außerdem noch aufwendige Kühlverfahren (flüssiger Stickstoff, flüssiges Helium), was die Anlage leicht handhabbar macht. Jedoch erreichen solche EBITs noch nicht die Leistungen der mit supraleitenden Magneten arbeitenden Geräte, weil deren bis zu zehnfach stärkeres Magnetfeld (mehrere Tesla) eine wesentlich stärkere Fokussierung des Elektronenstrahls bewirkt. Darüber hinaus erzeugen kryogen arbeitende EBITs ein besseres Vakuum, wodurch die Rekombination der Ionen durch Ladungsaustausch verlangsamt wird. Dies führt zur Möglichkeit der Produktion von höchsten Ladungszuständen, wie z. B. nackter, also 92-fach positiv geladener Uran-Ionen.
Ein derart hochgeladenes Ion kann sonst nur an weltweit einigen wenigen Teilchenbeschleunigern produziert werden (wie z. B. beim GSI Helmholtzzentrum für Schwerionenforschung), indem Ionen zuerst auf nahezu Lichtgeschwindigkeit gebracht und dann durch eine dünne Metallfolie geschossen werden. Die Elektronen werden an dieser durch Elektron-Elektron-Stöße praktisch abgestreift, man spricht von einer Stripper-Reaktion. Im Gegensatz zur EBIT werden hier also die Ionen statt der Elektronen beschleunigt.

## Anwendung
Die hochgeladenen Ionen in einer EBIT ermöglichen es, für kleinste Mengen von Materie Bedingungen im Labor zu realisieren, welche natürlicherweise z. B. in Sternatmosphären, aktiven galaktischen Kernen (active galactic nuclei – AGN) oder Supernovae bei Temperaturen von z. T. vielen Millionen Grad vorkommen. Vorgänge, die im Plasma von Fusionsreaktoren, wie Tokamaks oder Stellaratoren, eine wichtige Rolle spielen, können in EBITs detailliert untersucht werden, weil die Ionisationsbedingungen gut kontrolliert werden können. Dadurch spielen EBITs eine wichtige Rolle in der Spektroskopie von Plasmen bei hohen Temperaturen.
Die gespeicherten Ionen werden andauernd durch Stöße mit dem Elektronenstrahl elektronisch angeregt. Die dabei von den gebundenen Elektronen kurzzeitig „gespeicherte“ Energie wird durch elektronische Übergange in den energetisch tiefsten, nicht angeregten elektronischen Grundzustand in Form von Photonen abgegeben. Ähnlich werden auch Photonen bei Rekombinationsprozessen erzeugt, wenn ein Ion ein freies Elektron einfängt. Diese Photonen können recht unterschiedliche Energien haben. Durch die hohe Elektronenstrahlenergie werden Röntgenphotonen emittiert, aber auch z. B. solche im ultravioletten oder sichtbaren Bereich.
Ein hochgeladenes Ion mit einem schweren Kern und nur wenigen Elektronen ist ein durch elektromagnetische Wechselwirkung gebundenes System mit extrem hohen Bindungsenergien. Weil es aber nur wenige, in manchen Fällen bloß ein einziges Elektron enthält, lässt sich ein solches Gebilde leichter theoretisch beschreiben als ein neutrales Atom, bei dem die gegenseitigen Wechselwirkungen der vielen gebundenen Elektronen schwer zu behandeln sind. In diesen durch Entfernen der meisten Elektronen vereinfachten Gebilden können also extrem hohe Bindungskräfte an einem einzigen Elektron wissenschaftlich untersucht werden. Dadurch werden Experimente möglich, bei denen die Quantenelektrodynamik gebundener relativistischer Elektronen in einem Bereich erforscht wird, in dem diese Theorie (die sonst in ihren theoretischen Vorhersagen sehr hohe Genauigkeit aufweist) noch unter mathematischen Schwierigkeiten leidet.
Die Wechselwirkungen von hochgeladenen Ionen mit Atomen in der Gasphase sowie auf Oberflächen sind ein sehr aktives Forschungsgebiet. Bei der Annäherung eines hochgeladenen Ions an eine Oberfläche entsteht kurzzeitig ein sogenanntes Hohlatom, da das Ion versucht, seinen Elektronenmangel durch Ansaugen von an der Oberfläche reichlich vorhandenen Elektronen sehr schnell zu kompensieren. Gesetzmäßigkeiten der Quantenmechanik verhindern das sofortige Entstehen eines neutralen Atoms und lassen für sehr kurze Zeiten diese hoch angeregten Systeme bestehen. Untersuchungen dieser Hohlatome haben zur Klärung einiger Fragen der Dynamik der Elektronen an Oberflächen beigetragen.
Die in einer EBIT erzeugten Ionen können auch z. B. in der Massenspektrometrie im Time-of-flight Secondary Ion Mass Spectroscopy-(TOF-SIMS)-Verfahren eingesetzt werden, also für die Materialanalyse.
Durch die wirtschaftliche Erzeugung von hochgeladenen Kohlenstoffionen erscheint die EBIT auch für zukünftige medizinische Anwendungen einsetzbar (Bestrahlung von Krebstumoren in der Ionentherapie). Hier werden bisher Beschleuniger und Speicherringe eingesetzt.
HCI lassen sich auch in der Nanotechnologie zur Erzeugung von Oberflächenstrukturen im Nanometerbereich einsetzen. Verschiedene Anwendungen in diesem Bereich werden zurzeit erprobt. Dazu werden Ionen mit einer EBIT/EBIS erzeugt und außerhalb dieser mit wohldefiniertem Ladungszustand und wohldefinierter Energie auf Festkörper-Proben geschossen. Die dadurch hervorgerufenen Oberflächenveränderungen werden mit bildgebenden Verfahren (wie z. B. Rasterkraftmikroskopie) untersucht.